# Cécilia Cara
Pour les articles homonymes, voir Gruffaz et Cara.
Cécilia Cara, de son vrai nom Cécilia Gruffaz, est une chanteuse et comédienne française née  le 5 juin 1984 à Cannes.

## Biographie

### Années 1990 et 2000
Alors élève à l'institut catholique Stanislas de Cannes, Cécilia Cara participe en 1999 à l'émission télévisée Graines de star sur la chaîne M6. Le présentateur de l'émission, Laurent Boyer, lui propose de passer l'audition de la comédie musicale de Gérard Presgurvic Roméo et Juliette, de la haine à l'amour. Celui-ci la retient pour jouer le rôle de Juliette, qu'elle tient pendant plus de deux ans, d'abord à Paris, puis en tournée en province, ainsi qu'en Suisse et en Belgique.
S'ensuivent deux duos, l'un avec Florent Pagny, l'autre avec Ronan Keating, et le single Le Dernier Reflet sort en 2003.
Lors de la cérémonie des Trophées des femmes en or, Cécilia Cara reçoit le trophée de la Révélation féminine musicale de l’année 2003.
Au cinéma, en 2004, elle tient le rôle d'Alice dans le film de Charles Nemes Le Carton. Elle a également le rôle d'un ange dans Droit au cœur, court-métrage d'Arnaud Paris, et prête sa voix au personnage de Christine Daaé dans Le Fantôme de l'Opéra, de Joel Schumacher.
En 2006, Cécilia Cara donne, à Paris, ses deux premiers concerts en solo : le 20 mars au Petit Journal Montparnasse et le 5 juin à l'Européen.
De 2006 à 2008, elle joue au théâtre aux côtés d'Arthur Jugnot dans La Sœur de Jerry King (mise en scène d'Arnaud Lemort), d'abord au festival d'Avignon, puis à Paris avant de partir en tournée dans toute la France.
De mai à août 2008, Cécilia Cara retourne au théâtre des Mathurins dans Tonton Léon Story (mise en scène de Daniel Colas) aux côtés de Didier Brice. En juillet, elle participe à l'émission Fort Boyard sur la chaîne de télévision France 2 en faveur de l'association caritative Les Papillons de Charcot et pour laquelle elle aide à récolter 22 120 euros. Le 8 octobre 2008, elle participe aux débuts parisiens de la comédie musicale Grease au théâtre Comédia, où elle tient le rôle de Sandy (joué à l'origine par Olivia Newton-John) jusqu'au 1er février 2009. Cette comédie musicale est présentée ensuite au Palais des congrès de Paris pour six représentations au mois de décembre 2009.
À l'été 2009, de retour à Avignon, Cécilia Cara présente le polar musical Bonnie & Clyde. Elle y interprète Bonnie Parker. Du 22 décembre 2009 au 17 janvier 2010, le spectacle est à l'Alhambra à Paris.

### Années 2010
Elle joue ensuite dans le spectacle musical Il était une fois Joe Dassin mis en scène par Christophe Barratier au Grand Rex, à Paris, (à partir du 1er octobre 2010) et en tournée dans toute la France.
En juin 2010, elle incarne Wendla lors de la présentation à Paris, au théâtre du Petit-Saint-Martin, de la comédie musicale de Broadway L'Éveil du printemps, de Steven Sater et Duncan Sheik.
En septembre 2012, Cécilia Cara intègre la troupe internationale The Voca People et se produit sur la scène de Bobino à Paris du 16 octobre 2012 au 20 janvier 2013. Elle revêt le costume de Soprana pour la reprise du spectacle à partir du 17 octobre 2013 à Bobino.
Cécilia Cara est la marraine de l'association Tous en scène contre la sclérose en plaques, qui organise des concerts afin de récolter des fonds pour la recherche.
À dater du 4 janvier 2018, Cécilia Cara est à l'affiche de la comédie musicale Énooormes ! au théâtre Trévise, à Paris. Le spectacle, dont les coauteurs sont Emmanuel Lenormand et Alyssa Landry, relate l'histoire de trois amies, Capucine (jouée par Cécilia Cara), Mia (incarnée par Anaïs Delva) et Barbara (alias Marion Posta) qui, enceintes en même temps, vivent différemment leur grossesse…
De septembre 2018 à avril 2019, Cécilia Cara interprète Anna Verne, rôle féminin principal de Jules Verne - la comédie musicale au théâtre Édouard-VII. Elle doit se former à la discipline de marionnettiste pour compléter le chant, le jeu et la danse nécessaires à ce spectacle, qui est nommé aux Molières en 2019.
Durant plusieurs années, Cécilia Cara travaille entre la France et la Colombie pour écrire et enregistrer son album (fusion musicale entre la musique latine et la pop moderne). Le 5 juillet 2019 est sorti un single intitulé Paris-Bogota, premier extrait de son album, qui témoigne de son amour pour l'Amérique latine et plus précisément la Colombie.
Durant l'été 2019, elle participe à des concerts caritatifs, notamment Enfant, Star et Match aux côtés de Slimane, Lea Paci ou encore Julie Zenatti pour les enfants malades.

### Années 2020
Le 24 juillet 2020 sort le 2e extrait de l'album intitulé ME ACERCO A TU BOCA (Steed Watt Remix). Un remix reggaeton de cette chanson définie comme un coup de cœur par Radio Latina
Le 5 février 2021 est sorti le 3e extrait de l'album intitulé MAMA TERRE, chanson écrite et composée en collaboration avec le Maestro colombien Juancho Valencia leader du Groupe de Cumbia Puerto Candelaria
Le 21 mai 2021, l'album PARIS-BOGOTA sort.
En 2023, elle interprète la chanson La vaguelette pour la bande originale du jeu vidéo Genshin Impact. La même année, Cécilia reprend le rôle de Juliette dans la comédie musicale Roméo et Juliette, les enfants de Vérone en tournée en Asie pour les 20 ans du spectacle. Elle reprendra d'ailleurs son rôle à la fin de l'année 2025 pour une nouvelle tournée en Chine.

### Vie privée
Cécilia Cara a eu un fils avec Arthur Jugnot, Célestin, né le 28 mars 2013.
Elle est séparée du papa depuis 2015.

## Comédies musicales
- 1999-2002 : Roméo et Juliette, de la haine à l'amour, de Gérard Presgurvic : Juliette Capulet ; en tournée et au Palais des congrès de Paris.
- 2008 : Grease : Sandy ; au Comédia, en tournée et au Palais des congrès de Paris[13],[8].
- 2009 : Bonnie & Clyde le polar musical : Bonnie Parker ; à l'Alhambra à Paris[14].
- 2010-2011 : Il était une fois Joe Dassin, mise en scène de Christophe Barratier ; représentation au Grand Rex, à l'Olympia et en tournées.
- 2012-2015 :  The Voca People à Bobino et à l'Espace Pierre Cardin (Paris), puis en tournée en France.
- 2018 : Enooormes !, d'Emanuel Lenormand, au Théâtre Trévise (Paris).
- 2018-2019 : Jules Verne - La Comédie Musicale, de Nicolas Nebot et Dominique Mattei, au Théâtre Édouard-VII, à Paris.
- 2022-2023 : Le Grand Show des Comédies Musicales, en tournée à Paris au Trianon et dans toute la France.

## Théâtre
- 2006 : La Sœur de Jerry King, de Jack Neary, mise en scène d'Arnaud Lemort, Festival d'Avignon Off, Théâtre des Mathurins, tournée[15],[16].
- 2008 : Tonton Léon Story, de Serge Serout, mise en scène de Daniel Colas, Théâtre des Mathurins.
- 2015 : Le Carton, de Clément Michel, mise en scène d'Arthur Jugnot et David Roussel, Théâtre des Béliers parisiens[14].

## Filmographie
- 2004 : Le Carton, film de Charles Nemes[6] : Alice.
- 2004 : Droit au cœur, court-métrage d'Arnaud Paris : Jasmine.
- 2010 : Joséphine, ange gardien, série télévisée, épisode Chasse aux fantômes, de Jean-Marc Seban : Rebecca MacAlistair[17]
- 2014 : Nina, série télévisée, épisode La Dernière Épreuve, d'Éric Le Roux.
- 2016 : Camping paradis, série télévisée, épisode La Colo au camping, de    Philippe Proteau : Manon[18],[19]
- 2021 : Le Prix de la trahison de François Guérin : Sandra Jourdan
- 2022 : Crime à Ramatuelle de Nicolas Picard-Dreyfuss : Louise Garnier

### Clips vidéo
- Aimer Roméo et Juliette
- Les Rois du monde Roméo et Juliette
- Vérone Roméo et Juliette
- Avoir une fille Roméo et Juliette
- On dit dans la rue Roméo et Juliette
- L’Air du temps (duo avec Florent Pagny)
- Je t’aime plus que tout (duo avec Ronan Keating)
- Le Dernier Reflet
- Paris-Bogota[20]
- Me Acerco a Tu Boca

## Doublage / Voix
- 2004 : Le Fantôme de l'Opéra, de Joel Schumacher (voix française parlée et chantée d'Emmy Rossum, personnage de Christine Daaé).
- 2007 : Shooter, tireur d'élite, d'Antoine Fuqua (doublage de Kate Mara, personnage de Sarah Fenn).
- 2009 : Ces amours-là, de Claude Lelouch (doublage de la chanson Ces amours-là)
- 2011 : Le Rossignol (Livre musical pour enfants)
- 2023 : « La vaguelette » (Genshin Impact)

## Discographie

### Albums

#### Participations
- Roméo et Juliette, de la haine à l'amour
- Noël ensemble (Compilation. Noël ensemble et Ave Maria)
- 2 (Florent Pagny)
- Destination (Ronan Keating)
- Les Funambules (Collectif les Funambules - Association)

### Singles
- Aimer
- L’Air du temps (duo avec Florent Pagny)
- Je t’aime plus que tout (duo avec Ronan Keating)
- Le Dernier Reflet (face B Et je danse)
- Paris-Bogota [21]

## Distinctions
- 2003 : Trophées des femmes en or : trophée de la Révélation féminine musicale de l’année